# Bronisław Regulski
Bronisław Regulski, poljski general, * 10. marec 1886, Varšava, † 24. september 1961, London.